# Giovanni Antonio Magini
Giovanni Antonio Magini (na latinskom Maginus) (13. lipnja 1555., Padova - 11. veljače 1617., Bologna). Talijanski astronom, kartograf, matematičar i astrolog, drži se jednim od nedvojbeno najvećih geografa i kartografa svoga vremena, ne samo zbog kapitalnog kritičkog izdanja čuvene Ptolomejeve Geografije tiskane prvi put u Veneciji 1596. godine, već i zbog dugi niz godina sakupljane i znanstveno obrađivane velike zbirke zemljopisnih karata, postumno objavljenih u Bologni 1620. godine. Među njima se nalazi i jedna od njegovih najljepših karata “Istria olim Iapidia” (tabla 30), realizirana u bakrotisku i ručno kolorirana. Karta je kasnije, s istim klišejima, tiskana još dva puta, 1630. i 1642. godine. 

## Životopis
Završivši studij filozofije u Bologni, 1579. posvećuje se astronomiji. Godine 1582. napisao je djelo “Ephemerides coelestium motuum” koje je na talijanski prevedeno godinu dana kasnije. Poslije smrti Ignazija Dantija povjerena mu je katedra za matematiku na Sveučilištu u Bologni koju nije uspio dobiti Galileo.
Magini je podržavao geocentrični, nasuprot Kopernikovu heliocentričnom sustavu svijeta. Osmislio je svoju planetarnu teoriju koju je pridodao već postojećima i koja se temeljila na okretanju 11 planeta što ih je opisao u svom djelu “Nuovae coelestium orbium theoricae congruentes cum observationibus N. Copernici”, objavljenom u Veneciji, 1589.
U djelu “De Planis Triangulis” (Venecija, 1592.) opisao je uporabu kvadranata u topografiji i astronomiji. Iste je godine objavio i knjigu “Tabula tetragonica” a 1606. osmislio je iznimno precizne trigonometrijske tablice. Radio je na geometriji sfere i njezinoj primjeni u trigonometriji za što je izumio i računske naprave. Povrh toga, bavio se i problemima ogledalā i objavio teoriju o sferičnim konkavnim ogledalima.
Kao kartograf izradio je “Geografski atlas Italije” (“L'Atlante geografico d'Italia”) koji je 1620. u Bologni postumno objavio njegov sin Fabio kod knjižara Sebastijana Bonomija pod naslovom “ITALIA / di Gio[vanni] Ant[onio] Magini / data in luce / Da / Fabio suo figliuolo / Al Serenissimo Ferdina[n]do Gonzaga / duca di Mantova e di Monferrato / etc. / Cum privilegio”. Atlas je s istim klišejima 1630. u Bologni preizdao Clemente Ferroni, a 1642., također u Bologni, Nicolai Tebaldini.  
Maginijev “Atlas” bio je zamišljen tako da obuhvati karte svih talijanskih područja s točnom nomenklaturom i povijesnim bilješkama. Kako bi pokrio ogromne troškove svoga značajnog projekta, započetog 1594. godine, Magini je privatno poučavao matematiku sinove Vincenza I. od Gonzage, Vojvode od Mantove, mecenu umjetnosti i znanosti. Tako je upoznao i ulogu dvorskog astrologa. Vojvoda od Mantove kojem je posvetio Atlas, podržao je ovaj projekt, omogućujući da se Maginiju dostave karte raznih talijanskih krajeva, a financijsku potporu dali su mu i gospodari Messine i Genove.
Magini se bavio i istraživanjima koja se danas smatraju pseudoznanstvenima. Kao veliki zastupnik astrologije, branio je njezinu uporabu u medicini u svom djelu “De astrologica ratione” (Venecija, 1607.). K tomu, bio je zaokupljen i metoposcopijom.
Dopisivao se Tichom Bracheom, Claviusom, Abrahamom Orteliusom i Johannom Keplerom. Njegovu korespondenciju objavio je 1886. Antonio Favaro.
U njegovu čast jedan je krater na Mjesecu nazvan Maginus.